# Cegłów (gmina)
Pour les articles homonymes, voir Cegłów.
Cegłów est une gmina rurale (gmina wiejska) de la powiat de Mińsk, dans la Voïvodie de Mazovie, dans le centre-est de la Pologne.
Son siège administratif (chef-lieu) est la ville de Cegłów, qui se situe environ 13 kilomètres à l'est de Mińsk Mazowiecki (siège de la powiat) et 51 kilomètres à l'est de Varsovie (capitale de la Pologne).
La gmina couvre une superficie de 95,74 km2 pour une population de 6 072 habitants en 2020.

## Histoire
De 1975 à 1998, la gmina est attachée administrativement à la voïvodie de Siedlce.

Depuis 1999, elle fait partie de la voïvodie de Mazovie.

## Géographie
La gmina inclut les villages et localités de :

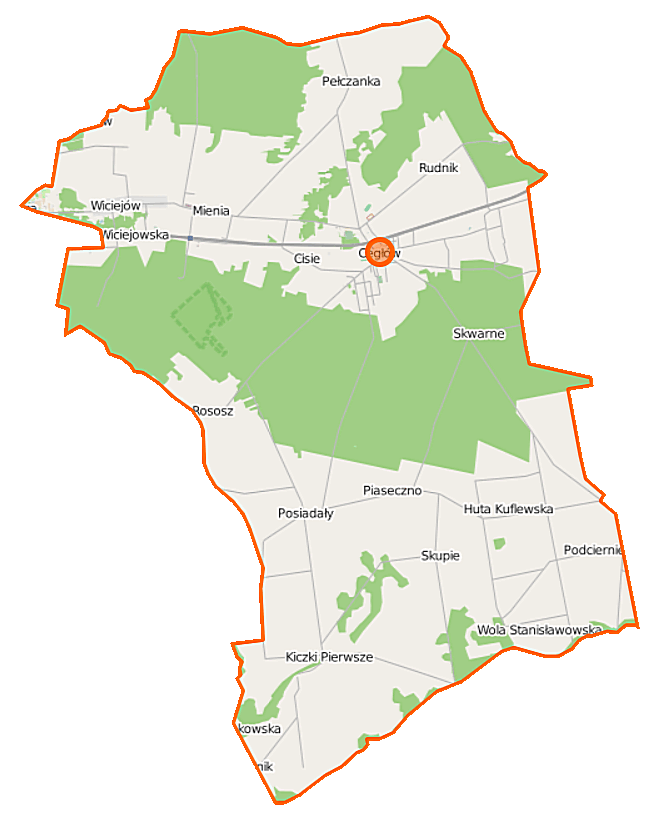
Plan de la gmina

- Cegłów
- Huta Kuflewska
- Kiczki Drugie
- Kiczki Pierwsze
- Mienia
- Pełczanka
- Piaseczno
- Podciernie
- Podskwarne
- Posiadały
- Rososz
- Rudnik
- Skupie
- Skwarne
- Tyborów
- Wiciejów
- Wola Stanisławowska
- Wólka Wiciejowska
- Woźbin

### Gminy voisines
La gmina de Cegłów est voisine des gminy suivantes :
- Jakubów
- Kałuszyn
- Latowicz
- Jakubów
- Mińsk Mazowiecki
- Mrozy
- Siennica

## Structure du terrain
D'après les données de 2002, la superficie de la commune de Cegłów est de 95,74 km2, répartis comme tel :
- terres agricoles : 59 %
- forêts : 34 %

La commune représente 8,22 % de la superficie du powiat.

## Démographie
Données du 30 juin 2004 :
| Description        | Total  | Total | Femmes | Femmes | Hommes | Hommes |
| ------------------ | ------ | ----- | ------ | ------ | ------ | ------ |
| Unité              | Nombre | %     | Nombre | %      | Nombre | %      |
| Population         | 6 563  | 100   | 3 226  | 50,1   | 3 207  | 49,9   |
| Densité (hab./km²) | 67,2   | 67,2  | 33,7   | 33,7   | 33,5   | 33,5   |